# Прапор Дніпровського району (Дніпропетровська область)
Пра́пор Дніпровського райо́ну — сучасний стяг Дніпровського району Дніпропетровської області затверджений 20 травня 2004 року 16 сесією Дніпропетровської районної ради XXIV скликання.

## Опис
Прямокутне полотнище зі співвідношенням ширини до довжини 2:3, яке складається з вертикальних смуг: зеленої, синьої та зеленої (ширини яких співвідносяться як 1:3:1), на синій смузі жовтий кінь, що скаче з поверненою головою, над ним — жовта квітка соняшника.
Символіка і кольори прапора відповідають символіці герба Дніпровського району.